# UFC Fight Night: Cowboy vs. Cowboy
UFC Fight Night: Cowboy vs. Cowboy è stato un evento di arti marziali miste tenuto dalla Ultimate Fighting Championship svolto il 21 febbraio 2016 al Consol Energy Center di Pittsburgh, Stati Uniti.

## Retroscena
Questo fu il secondo evento organizzato dalla UFC a Pittsburgh, nonché il primo dal 2011. Inizialmente dovevano affrontarsi, nella categoria dei pesi welter, l'ex contendente al titolo dei pesi leggeri UFC Donald Cerrone e Tim Means. Tuttavia, il 3 febbraio, venne annunciata una potenziale violazione delle regole anti-doping della USADA al di fuori dalle competizioni da parte di Means. Poiché non c'era abbastanza tempo per effettuare ulteriori indagini, Means venne rimosso dal combattimento e rimpiazzato il giorno dopo da Alex Oliveira.
Sam Alvey, che doveva affrontare Daniel Sarafian, fu costretto a rinunciare all'incontro a fine dicembre dopo aver subito la rottura della mascella. Al suo posto venne inserito Oluwale Bamgbose.
Bryan Barbareba doveva vedersela con Jonavin Webb, ma il 22 gennaio venne tolto dal programma ed inserito in un match contro Sage Northcutt che si svolse il 30 gennaio all'evento UFC on Fox: Johnson vs. Bader, rimpiazzando l'infortunato Andrew Holbrook. Webb affrontò invece Nathan Coy.
Sarah Moras avrebbe dovuto scontrarsi con Lauren Murphy in questo evento. Tuttavia, la Moras subì un infortunio il 12 febbraio e dovette quindi rinunciare all'incontro.
Il match di pesi welter tra Brandon Thatch e Siyar Bahadurzada, originariamente organizzato per questa card, venne spostato per l'evento UFC 196 che si tenne a due settimane di distanza, a causa di problemi medici da parte di Thatch.
John Lineker e Cody Garbrandt avrebbero dovuto affrontarsi in questo evento. Ma, il 15 febbraio, Lineker fu colpito da un'infezione dovendo rinunciare all'incontro. Al suo posto fu inserito il nuovo arrivato Augusto Mendes.
Ad una settimana dall'inizio dell'evento, Trevor Smith venne rimosso dal suo incontro con Leonardo Augusto Guimarães a causa della rottura di una mano, venendo in seguito sostituito da Anthony Smith.
Augusto Mendes superò il limite massimo di peso della sua categoria, pesando infatti 64.4 kg. Gli venne concesso ulteriore tempo per poter rientrare nei limiti, ma decise di non ritentare. Immediatamente, venne penalizzato con la detrazione del 20% dal suo stipendio.

## Risultati
|                                   | Divisione                      |                                |                                |                                | Metodo                                      | Round                          | Tempo                          | Premio                         |
| Card Principale (Fox Sports 1)    | Card Principale (Fox Sports 1) | Card Principale (Fox Sports 1) | Card Principale (Fox Sports 1) | Card Principale (Fox Sports 1) | Card Principale (Fox Sports 1)              | Card Principale (Fox Sports 1) | Card Principale (Fox Sports 1) | Card Principale (Fox Sports 1) |
| --------------------------------- | ------------------------------ | ------------------------------ | ------------------------------ | ------------------------------ | ------------------------------------------- | ------------------------------ | ------------------------------ | ------------------------------ |
|                                   | Pesi Welter                    | Donald Cerrone                 | batte                          | Alex Oliveira                  | Sottomissione (strangolamento a triangolo)  | 1                              | 2:33                           | POTN                           |
|                                   | Pesi Medi                      | Derek Brunson                  | batte                          | Roan Carneiro                  | KO Tecnico (pugni)                          | 1                              | 2:38                           |                                |
|                                   | Catchweight (64.4 kg)          | Cody Garbrandt                 | batte                          | Augusto Mendes                 | KO Tecnico (pugni)                          | 1                              | 4:18                           |                                |
|                                   | Pesi Piuma                     | Dennis Bermudez                | batte                          | Tatsuya Kawajiri               | Decisione unanime (29-28, 29-28, 29-28)     | 3                              | 5:00                           |                                |
|                                   | Pesi Medi                      | Chris Camozzi                  | batte                          | Joe Riggs                      | KO Tecnico (ginocchiate)                    | 1                              | 0:26                           | POTN                           |
|                                   | Pesi Leggeri                   | James Krause                   | batte                          | Shane Campbell                 | Decisione unanime (29-28, 29-28, 29-28)     | 3                              | 5:00                           |                                |
| Card Preliminare (Fox Sports 1)   |                                |                                |                                |                                |                                             |                                |                                |                                |
|                                   | Pesi Welter                    | Sean Strickland                | batte                          | Alex Garcia                    | KO Tecnico (pugni)                          | 3                              | 4:25                           |                                |
|                                   | Pesi Medi                      | Oluwale Bamgbose               | batte                          | Daniel Sarafian                | KO (calcio in testa e pugni)                | 1                              | 1:00                           |                                |
|                                   | Pesi Medi                      | Anthony Smith                  | batte                          | Leonardo Augusto Guimarães     | Decisione unanime (29-28, 29-28, 29-28)     | 3                              | 5:00                           |                                |
|                                   | Pesi Welter                    | Nathan Coy                     | batte                          | Jonavin Webb                   | Decisione unanime (29-28, 29-28, 29-28)     | 3                              | 5:00                           |                                |
| Card Preliminare (UFC Fight Pass) |                                |                                |                                |                                |                                             |                                |                                |                                |
|                                   | Pesi Gallo (F)                 | Ashlee Evans-Smith             | batte                          | Marion Reneau                  | Decisione non unanime (30-27, 28-29, 29-28) | 3                              | 5:00                           |                                |
|                                   | Pesi Gallo (F)                 | Lauren Murphy                  | batte                          | Kelly Faszholz                 | KO Tecnico (gomitate e pugni)               | 3                              | 4:55                           | FOTN                           |
|                                   | Pesi Massimi                   | Shamil Abdurakhimov            | batte                          | Anthony Hamilton               | Decisione unanime (30-27, 29-28, 29-28)     | 3                              | 5:00                           |                                |

## Premi
I lottatori premiati ricevettero un bonus di 50.000 dollari.
Legenda:
- FOTN: Fight of the Night (vengono premiati entrambi gli atleti per il miglior incontro dell'evento)
- POTN: Performance of the Night (viene premiato il vincitore per la migliore performance dell'evento)

## Incontri annullati
|  | Divisione      |                 |        |                            | Motivo                                            |
|  | -------------- | --------------- | ------ | -------------------------- | ------------------------------------------------- |
|  | Pesi Welter    | Donald Cerrone  | contro | Tim Means                  | Sospetta violazione anti-doping da parte di Means |
|  | Pesi Medi      | Sam Alvey       | contro | Daniel Sarafian            | Alvey subì un infortunio                          |
|  | Pesi Welter    | Bryan Barberena | contro | Jonavin Webb               | Barberena venne spostato in un altro evento       |
|  | Pesi Gallo (F) | Sarah Moras     | contro | Lauren Murphy              | La Moras subì un infortunio                       |
|  | Pesi Welter    | Brandon Thatch  | contro | Siyar Bahadurzada          | Thatch ebbe problemi medici                       |
|  | Pesi Gallo     | Cody Garbrandt  | contro | John Lineker               | Lineker ebbe un'infezione                         |
|  | Pesi Medi      | Trevor Smith    | contro | Leonardo Augusto Guimarães | Smith subì un infortunio                          |